# Jerzy Dygdała
Jerzy Dygdała (ur. 24 stycznia 1945 we Lwowie) – polski historyk, profesor nauk humanistycznych.
Specjalizuje się w historii nowożytnej. W 1968 ukończył studia historyczne na Uniwersytecie Mikołaja Kopernika w Toruniu, w latach 1968-1980 pracował na macierzystej uczelni, w Instytucie Historii i Archiwistyki, w Zakładzie Historii Powszechnej i Polskiej XVI-XVIII w.. Tam w 1974 obronił pracę doktorską Polityka Torunia wobec władz Rzeczypospolitej w pierwszym okresie panowania Stanisława Augusta 1764-1772 napisaną pod kierunkiem Jerzego Wojtowicza, w 1983 uzyskał stopień doktora habilitowanego na podstawie pracy Życie polityczne Prus Królewskich u schyłku ich związku z Rzecząpospolitą w XVIII wieku. Od 1980 r. zatrudniony w Instytucie Historii PAN, gdzie przez wiele lat pełnił funkcję kierownika Pracowni Historii Pomorza i Krajów Bałtyckich. Tytuł naukowy profesora uzyskał w 1995. 
Od 1972 r. członek Towarzystwa Naukowego w Toruniu, członek Polskiego Towarzystwa Badań nad Wiekiem Osiemnastym oraz Polskiego Towarzystwa Historycznego.
Jego bratem jest fizyk, Roman Dygdała.

## Ważniejsze publikacje
- Życie polityczne Prus Królewskich u schyłku ich związku z Rzecząpospolitą w XVIII wieku : tendencje unifikacyjne a partykularyzm (1985)
- Nawra Kruszyńskich i Sczanieckich : studium z dziejów szlachty i ziemiaństwa ziemi chełmińskiej (wraz ze Szczepanem Wierzchosławskim, 1990)
- Adam Stanisław Grabowski (1698-1766) : biskup, polityk, mecenas (1994)
- Urzędnicy miejscy Torunia : spisy 1651-1793 (2002)